# Ctenucha albipars
Ctenucha albipars là một loài bướm đêm thuộc phân họ Arctiinae, họ Erebidae.